# Johan Sorbon
Johan Sorbon, född 1729 i Riseberga socken, död den 11 oktober 1791 i Mariestad, var en svensk handelsman, borgmästare och riksdagsman.

## Biografi
Sorbon var troligen son till kyrkoherden i Riseberga socken Hans Severin Sorbonius och dennes hustru Maria Klintorph. Han blev troligen under 1750-talet kramhandlare i Mariestad och sålde även specerier och svenskt porslin från Mariebergs porslinsfabrik. Utöver detta blev han även rådman i Mariestad och valdes flera gånger till riksdagsman och representant för Borgarståndet vid Ståndsriksdagen.
Sorbon gifte sig den 19 juli 1757  med Elisabeth Dubb (1738-1829) som var dotter till handelsmannen och tegelbruksägaren i Mariestad Gustaf Dubb. Han blev därmed svåger till läkaren och en av grundarna till Sahlgrenska sjukhuset Pehr Dubb. Paret bodde i Mariestads fjärde rote, i gården nummer 9. Paret fick i vart fall ett barn: ;
- Georg Sorbon (1769-1828) - var handelsman och rådman i Mariestad

Johan Sorbon dog den 11 oktober 1791 och begravdes i Mariestads domkyrka den 18 oktober samma år. Enligt kyrkoarkivet dog han av slaganfall.

### Riksdagsmannen
Sorbon blev vald till riksdagsman vid flera tillfällen och tillhörde Mössorna. Vid Riksdagen 1765–1766 var han negativ till privilegier som Hattarna utverkat för anläggandet av manufakturer, och dessa försvann också genom beslut av riksdagen.
Sorbon var även riksdagsman vid Riksdagen 1771–1772, då Gustav III genomförde sin oblodiga statsvälvning. Eftersom han varit mösspolitiker var han troligen fientligt inställd till kungens statsvälvning. Jacob Magnus Sprengtporten, som var en av Gustaf III:s närmaste män under revolutionen, anger att Sorbon skulle vara en av dem som skulle fängslas. Detta skedde dock inte.

### Bilder

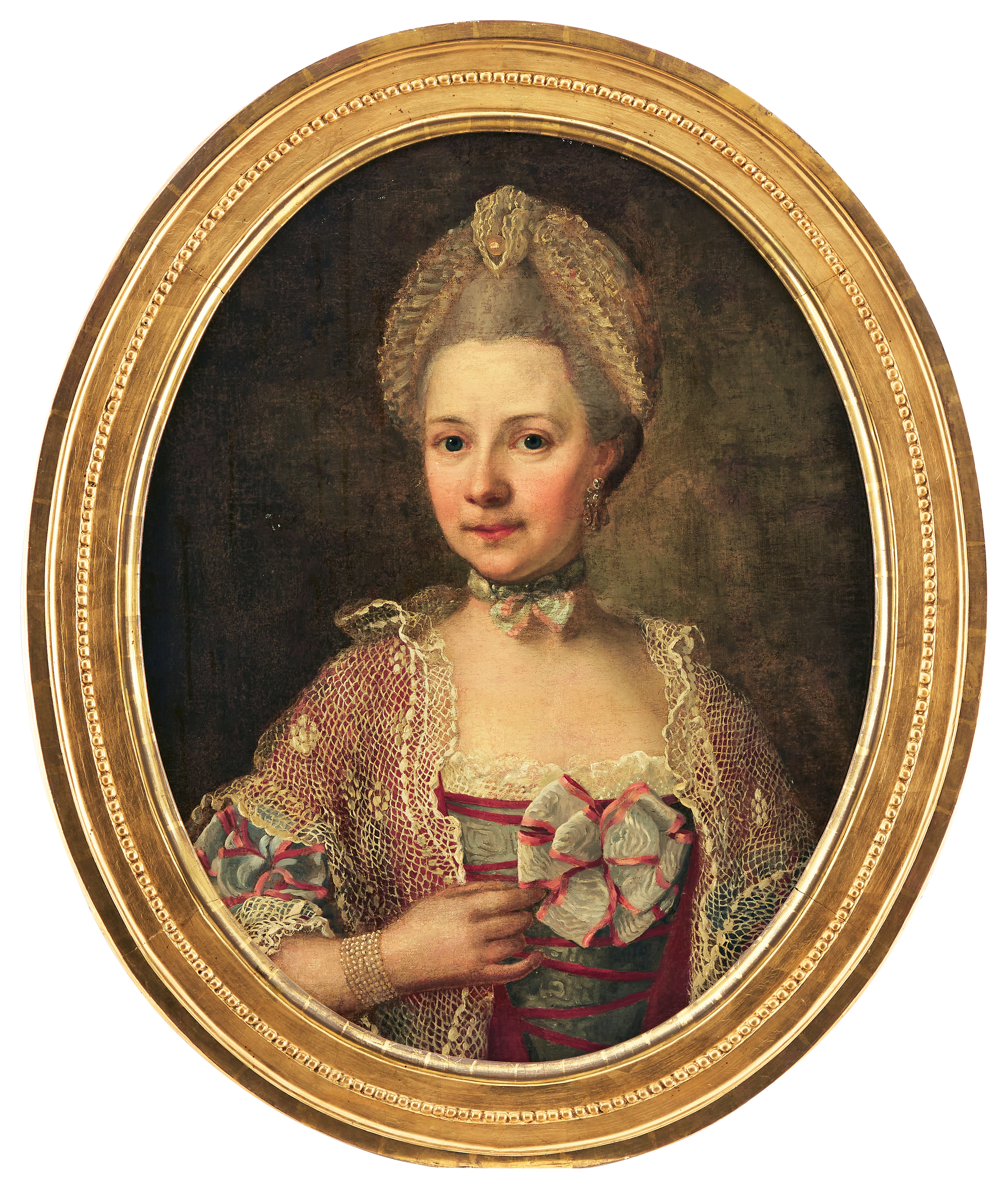
Elisabeth Sorbon, född Dubb, gift med Johan Sorbon, avporträtterad ca 1775 av Ulrika Pash.